# AEK Larnaca BC
L'Athletiki Enosi Kition (greco Αθλητική Έvωση Κίτιον) meglio conosciuto come AEK Larnaca è la sezione di pallacanestro maschile della polisportiva AEK Larnaca, con sede a Larnaca, in Cipro.

## Storia
La sezione cestistica è nata nel 1994, anno in cui venne fondata la polisportiva dalla fusione tra Pezoporikos e EPA.

## Palmarès
- Campionato cipriota: 6

2012-2013, 2014-2015, 2015-2016, 2017-2018, 2020-2021, 2022-2023
- Coppa di Cipro: 4

2016-2017, 2017-2018, 2020-2021, 2022-2023

## Giocatori
- La'Shard Anderson
- Darnell Harris 2020-